# Аґасі
Аґасі (перс. آغاسي) — село в Ірані, у дегестані Хавік, у бахші Хавік, шагрестані Талеш остану Ґілян. За даними перепису 2006 року, його населення становило 248 осіб, що проживали у складі 48 сімей.

## Клімат
Середня річна температура становить 14,09 °C, середня максимальна – 26,83 °C, а середня мінімальна – -0,08 °C. Середня річна кількість опадів – 803 мм.
| Клімат поселення                              | Клімат поселення | Клімат поселення | Клімат поселення | Клімат поселення | Клімат поселення | Клімат поселення | Клімат поселення | Клімат поселення | Клімат поселення | Клімат поселення | Клімат поселення | Клімат поселення | Клімат поселення |
| Показник                                      | Січ.             | Лют.             | Бер.             | Квіт.            | Трав.            | Черв.            | Лип.             | Серп.            | Вер.             | Жовт.            | Лист.            | Груд.            |                  |
| Середній максимум, °C                         | 9,57             | 10,33            | 12,28            | 17,22            | 21,82            | 25,01            | 26,83            | 26,79            | 23,49            | 20,24            | 15,62            | 11,41            |                  |
| Середня температура, °C                       | 4,76             | 5,50             | 7,49             | 12,39            | 17,00            | 20,18            | 23,10            | 23,00            | 19,71            | 16,48            | 11,84            | 7,67             |                  |
| Середній мінімум, °C                          | −0,08            | 0,66             | 2,64             | 7,57             | 12,17            | 15,34            | 19,31            | 19,22            | 15,97            | 12,70            | 8,08             | 3,89             |                  |
| Норма опадів, мм                              | 74               | 67               | 69               | 52               | 40               | 25               | 11               | 36               | 90               | 135              | 102              | 102              |                  |
| Середньомісячна швидкість вітру, м/с          | 2.40             | 2.41             | 2.45             | 2.40             | 2.40             | 2.64             | 2.66             | 2.42             | 2.27             | 2.08             | 1.96             | 2.08             |                  |
| Середньомісячна сонячна радіація, кДж/м²·день | 6785             | 9055             | 11245            | 15854            | 20104            | 22889            | 23797            | 20178            | 16346            | 11083            | 8365             | 6394             |                  |
| --------------------------------------------- | ---------------- | ---------------- | ---------------- | ---------------- | ---------------- | ---------------- | ---------------- | ---------------- | ---------------- | ---------------- | ---------------- | ---------------- | ---------------- |
| Джерело:                                      |                  |                  |                  |                  |                  |                  |                  |                  |                  |                  |                  |                  |                  |